# Glacier Francia
Ne doit pas être confondu avec Glacier del Francés.
Le glacier Francia est un glacier situé dans le parc national Alberto de Agostini, dans la région de Magallanes et de l'Antarctique chilien, au Chili. Il se trouve au centre du groupe de glaciers présents sur la rive nord du bras nord-est du canal Beagle : le champ de glace de la cordillère Darwin. 